# Coupe d'Algérie de basket-ball 1997-1998
Navigation
Coupe d'Algérie 1996-1997 Coupe d'Algérie 1998-1999
La Coupe d'Algérie 1997-1998 est la 29e édition de la Coupe d'Algérie de basket-ball, compétition à élimination directe mettant aux prises des clubs de basket-ball amateurs et professionnels affiliés à la fédération algérienne de basket-ball.
Le tenant du titre est le SR Annaba, vainqueur durant la saison précédente face au CRB Dar Beida.

## Résultats

### Seizièmes de finale
Matchs joués le jeudi 5 et vendredi 6 février 1998.
- ms cherchell / o m medea (64/67)....
- warouiba /drbstaouéli (32/83)...
- nahussein dey /crm birkhadem (75/50)...
- crb jijel / mm batna (par forfait)...
- usmblida /mcalger (66/88)......
- csu oran /usmalger (50/67)....
- waboufarik /cobboran (72/58)......
- irm belabbes /irbordj bou arreridj (non joué)...
- irb hadjout /irbina (28 / 124)......
- srannaba (tenant du titre)...
- crb dar beida/.....
- trb bab el oued/......
- aspttalger /.....
- asuc setif /.....
- Université de mascara (asucm)/......
- sc miliana /........

### Huitièmes de finale
Le tirage au sort s'est déroulé le mercredi 11 février 1998 au siège de la FABB à Delly Brahim (Alger).
| # | Date                | Club 1         | Résultat     | Club 2                           | Lieu                   |
| - | ------------------- | -------------- | ------------ | -------------------------------- | ---------------------- |
| 1 | 8 mars 1998 à 14h30 | IRM Bel-Abbès  | 55-62        | USM Alger                        | Oran                   |
| 2 | 8 mars 1998 à 16h00 | ASPTT Alger    | 58-47        | AS Université de Mascara (ASUCM) | Oran                   |
| 3 | 8 mars 1998 à 17h00 | NA Hussein Dey | 78-98        | OC Alger                         | Salle Harcha Hassan    |
| 4 | 8 mars 1998 à 16h00 | DRB Staoueli   | 74-80        | SR Annaba                        | Sétif                  |
| 5 | 8 mars 1998 à 16h00 | MC Alger       | 103-37       | Teraki Bab El Oeud               | Staouéli               |
| 6 | 6 mars 1998 à 10h30 | CRB Dar Beida  | 70-50        | CRB Jijel                        | El-Eulma               |
| 7 | 6 mars 1998 à 10h30 | OM Médea       | Forfait ASUC | AS Université de Sétif (ASUCS)   | Centre féminin (Alger) |
| 8 | 6 mars 1998 à 11h00 | WA Boufarik    | 84-42        | SC Milia                         | Blida                  |

### Quarts de finale
| Date             | Équipe à domicile | Équipe à l'extérieur | Score | Lieu    |
| ---------------- | ----------------- | -------------------- | ----- | ------- |
| jeudi 7 mai 1998 | SR Annaba         | CRB Dar Beida        | 78-73 | a Sétif |
| 7 ou 8 mai 1998  | USM Alger         | OC Alger             | 53-91 |         |
| 7 ou 8 mai 1998  | MC Alger          | ASPTT Alger          | 77-47 |         |
| 7 ou 8 mai 1998  | OM Médéa          | WA Boufarik          | 52-80 |         |

- NB : les matches des quarts de finale de coupe d'algerie de basketball , saison 1997-1998 sont joués les jeudi 7 et vendredi 8 mai 1998 .

- les résultats des 1/4 de finale parus sur le quotidien algerien arabophone , El-Acil N°  298 du dimanche 10 mai 1998 page 21 .
- Basket-ball , les dates de la coupe d'algerie  arrétées , ce article paru sur le matin N° 1879 du jeudi 9 avril 1998 page 22 .

### Demi-finales
| *, |                           |           |          |             |                                  |
| #  | Date                      | Club 1    | Résultat | Club 2      | Lieu                             |
| 1  | jeudi 21 mai 1998 à 16h30 | SR Annaba | 57-64    | MC Alger    | Constantine (Salle el-Mansourah) |
| 2  | jeudi 21 mai 1998 à 17h00 | OC Alger  | 51-56    | WA Boufarik | Staouéli (Salle Omnisports)      |

- le tirage au sort des demi-finales de la coupe d'Algerie de basket-ball messieurs ont été effectués le dimanche 10 mai 1998 a 16h  au siège de la fédération algérienne de basket-ball à dely brahim banlieue d'Alger. les résultats de ces joutes ont paru sur le journal, Al-Alem Essiyassi  N° ? du dimanche 24 mai 1998 page 19 .

### finale
| jeudi 25 juin 1998 18h30 | . | WA Boufarik 82, MC Alger 62       | WA Boufarik 82, MC Alger 62 | WA Boufarik 82, MC Alger 62 |  | Salle Harcha Hassan, Alger Affluence : Public Nombreux Arbitres : Zouaoui, Boulemia |
| jeudi 25 juin 1998 18h30 | . | Score par mi-temps : 40-26, 42-36 |                             |                             |  | Salle Harcha Hassan, Alger Affluence : Public Nombreux Arbitres : Zouaoui, Boulemia |
| jeudi 25 juin 1998 18h30 | . | Alliane, 16                       | Points                      | Ouali, 13                   |  | Salle Harcha Hassan, Alger Affluence : Public Nombreux Arbitres : Zouaoui, Boulemia |

- WA Boufarik Sahraoui (15pts), Samir Mehnaoui (15pts), kessi (5pts), Yahia Mohamed (11pts), Benamari (2pts), Smail (2pts), Khaled el Mehnaoui (8 pts), Yahia Cherif (8pts), Alliane (16pts) *ent Ahmad Benyabou
- MC Alger Metiaz (4pts), Rekik (12pts), Abbache (3pts), Mostefaoui, Zerdani (10pts), Djeridi, Ouali (13pts), Amimeur (10pts), Bellal (10pts) *ent Faouzi Belbekri